# Le Démon dans la chair
Pour plus de détails, voir Fiche technique et Distribution.
Le Démon dans la chair (Il demonio) est un giallo italo-français réalisé par Brunello Rondi, sorti en 1963.

## Synopsis
Purif (Daliah Lavi), une jeune paysanne de la Lucanie follement éprise tente de jeter un sort à son amoureux (Frank Wolff), qui va épouser une autre femme. Devenue folle par amour, perdant tout discernement, elle finit par être considérée comme une sorcière, possédée par le diable et responsable de tous les maux qui touche le village. Emmenée dans l'église pour y subir une exorcisation in fine inefficace, libérée, elle se donne à l'homme qu'elle aime, mais celui-ci, persuadé comme les autres, projette de l'éliminer.

## Fiche technique
- Titre original : Il demonio
- Titre français : Le Démon dans la chair
- Réalisation : Brunello Rondi
- Assistants réalisateurs : 1) Paolo Bianchini / 2) Sergio Martino
- Scénario :  Brunello Rondi - Ugo Guerra - Luciano Martino
- Directeur de la photographie :  Carlo Bellero
- Musique composée et dirigée par : Piero Piccioni
- Montage : Mario Serandrei
- Décors : Gianfrancesco Fantacci
- Costumes : Anna Maria Palleri
- Producteurs: Ugo Guerra, Federico Magnaghi, Luciano Martino
- Production :	Cocinor, Les Films Marceau, Titanus Produzione, Vox
- Distriburtion : Titanus
- Pays de production :  Italie -  France
- Langue originale : italien
- Format : Noir et blanc - 1,66:1 - Son mono - 35 mm
- Durée : 100 minutes
- Genre : Giallo
- Date de sortie :
  - Italie : 27 août 1963 (Mostra de Venise) ; 31 janvier 1964 (sortie nationale)
  - France :  29 novembre 1967

## Distribution
- Daliah Lavi : Purificata
- Frank Wolff : Antonio
- Anna María Aveta (it) : Sœur Angela
- Dario Dolci : Don Tommaso
- Franca Mazzoni (it) : la mère supérieure
- Maria Teresa Orsini : une religieuse
- Rossana Rovere : la femme d'Antonio
- Nicola Tagliacozzo : l'oncle Giuseppe
- Giovanni Cristofanelli : le père Tommaso

## Production
Le tournage a eu lieu en Basilicate : à Matera, Montescaglioso et Miglionico.

## Influence culturelle
Certains critiques, estiment que le film de Rondi a exercé une certaine influence sur L'Exorciste (1973), non seulement pour certains codes narratifs, mais aussi pour la présence d'une scène dans laquelle le personnage principal Daliah Lavi effectue une marche à quatre pattes, le ventre en l'air, rappelant la célèbre marche de l'araignée de Régine MacNeil dans le film de William Friedkin.
Le personnage de Purif semble également avoir inspiré la maciara jouée par Florinda Bolkan dans le film La Longue Nuit de l'exorcisme de Lucio Fulci.